# Bonair (Fluggesellschaft)
Die BONAIR Business Charter GmbH war eine deutsche Fluggesellschaft mit Sitz in Oberding.

## Geschichte und Flugziele
Die Bonair bestand seit 1990, wenngleich die eigentliche Gesellschaft, die später den operativen Flugbetrieb mit einer eigenen Flotte durchführen sollte, erst 1998 gegründet wurde. Ab 1999 betrieb man mit Sitz in Hangar 7 des Flughafens Köln/Bonn sodann eine Beechcraft King Air 200; im Jahre 2001 folgte zusätzlich ein Learjet 55.
Am 1. Juni 2002 wurde die in München ansässige MTM Aviation von der Bonair übernommen. Letztgenannte verlagerte im Zuge dieser Entscheidung ihren Firmensitz ebenfalls an den Flughafen der bayerischen Landeshauptstadt, unterhielt aber dennoch weiterhin eine zweite Basis am Flughafen Köln/Bonn.
Ab dem 3. Juni 2003 bot Bonair mit einer Dornier 328 Linienflüge zwischen den Flugplätzen Augsburg, dem Flughafen Dresden und dem Flughafen Zürich an. Das zu diesem Zeitpunkt 26 Mitarbeiter zählende Unternehmen betätigte sich darüber hinaus nicht nur im Fracht- und Kurierflug, sondern auch im Kranken-, Säuglings- und Organtransport. Ebenfalls beförderte man auf Charterflügen Mitglieder des Motorsport-Rennteams von Toyota und des Radsport-Rennteams der Telekom.
Im März des Jahres 2004 wurde der Flugbetrieb eingestellt, bevor schließlich am 9. Juli desselben Jahres das Insolvenzverfahren über das Vermögen der Gesellschaft eröffnet wurde.

## Flotte
Die Flotte der Bonair bestand zuletzt aus den nachstehenden fünf Flugzeugen:
| Flugzeugtyp              | Anzahl | Luftfahrzeugkennzeichen ggf. Taufname | Anmerkung                                                    |
| ------------------------ | ------ | ------------------------------------- | ------------------------------------------------------------ |
| Beechcraft King Air 200  | 1      | D-IMON                                |                                                              |
| Canadair Challenger 600S | 1      | D-BUSY                                | Übernommen von MTM Aviation                                  |
| Dornier 328-110          | 2      | D-CMTM, Bavarian Star                 | Übernommen von MTM Aviation, von Millennium Leasing gemietet |
| Dornier 328-110          | 2      | D-CMUC, Munich Star                   | Übernommen von MTM Aviation, von Millennium Leasing gemietet |
| Learjet 55               | 1      | D-COOL                                |                                                              |
| Gesamt                   | 5      |                                       |                                                              |